# N-152
La  N-152  es una carretera nacional española inicialmente su recorrido era de 165 km y comunicaba Barcelona con Francia pasando por Vich y Ripoll. Actualmente sólo queda como  N-152  un corto tramo de 1,7 km que va desde la plaza Conde de Cerdaña en Puigcerdá hasta la frontera francesa. La carretera forma de la ruta europea E-9, que va desde Orleans hasta Barcelona

## Historia
La  N-152  era la carretera que unía la ciudad de Barcelona con la frontera con Francia. Actualmente sólo queda como competencia del Ministerio de Fomento del Gobierno de España el tramo de Puigcerdá hasta la frontera con Francia. El resto de tramos han sido convertidos en la  C-17  competencia de la Generalidad de Cataluña y  N-260 , en el tramo de Ripoll hasta Puigcerdá.

## Recorrido
La  N-152  inicia su recorrido en la plaza del Conde de Cerdaña en la población gerundense de Puigcerdá donde enlaza con las carreteras  N-260  que se dirige a Seo de Urgel, la  N-154  que se dirige a Llivia, la  y la N116 que se dirige a Perpiñán. Finaliza su recorrido en la frontera con Francia.
- Datos: Q920652